# Loge De Gouden Driehoek
Loge De Gouden Driehoek is een vrijmetselaarsloge in Paramaribo. Toen zij in 1968 werd opgericht, was het de derde loge in Suriname, naast loge Concordia en loge De Stanfaste.
De loge valt onder de Provinciale Grootloge Suriname en daarmee onder de Orde van Vrijmetselaren onder het Grootoosten der Nederlanden. De Gouden Driehoek heeft logenummer 245 en was een van de medeoprichters van de Provinciale Grootloge Suriname in 1970.
Vrijmetselarij · Beginselen · Geschiedenis · Symbolen · Vrijmetselaarsloge · Ordegrondwet · Obediëntie · Regulariteit en irregulariteit · Ritus · Graden · Grootmeester · Gemengde vrijmetselarij · Para-vrijmetselarij · Antivrijmetselarij · Vrijmetselarij in Nederland · Vrijmetselarij in België · Internationale vrijmetselarij
>>> Meer info op Portaal:Vrijmetselarij <<<